# Pittheides
Pittheides är ett släkte av fjärilar. Pittheides ingår i familjen tandspinnare.
Kladogram enligt Catalogue of Life:
| Pittheides | \| \| Pittheides chloauchena \| \| \| \| \| \| Pittheides desmotis \| \| \| \| |
|            | \| \| Pittheides chloauchena \| \| \| \| \| \| Pittheides desmotis \| \| \| \| |
|            | Pittheides chloauchena                                                         |
|            |                                                                                |
|            | Pittheides desmotis                                                            |
|            |                                                                                |